# Qeqertarsuaq (Qaanaaq)
Qeqertarsuaq è un minuscolo villaggio della Groenlandia di 2 abitanti (gennaio 2005).

## Origine del nome
Il suo nome in Kalaallisut significa la grande isola. Si trova alla bocca del Fiordo di Inglefield, a 77°25'N 70°12'O; appartiene al comune di Qaasuitsup, e dista 22 km da Qaanaaq.
Qeqertarsuaq è anche il nome di un'altra città groenlandese.